# Șușița (gmina Breznița-Ocol)
Șușița – wieś w Rumunii, w okręgu Mehedinți, w gminie Breznița-Ocol. W 2011 roku liczyła 208 mieszkańców.